# South Ockendon
South Ockendon is een plaats in het Engelse graafschap Essex. Het maakt deel uit van de unitary authority Thurrock en het is een voorstad van Londen.
Het dorp werd, samen met North Ockendon in het Domesday Book van 1086 vermeld als "Wochanduna". Het heeft 20 vermeldingen op de Britse monumentenlijst, waaronder de dorpskerk, gewijd aan Nicolaas van Myra.